# Woody Bledsoe
Pour les articles homonymes, voir Bledsoe.
Woodrow Wilson « Woody » Bledsoe (né le 12 novembre 1921 et mort le 4 octobre 1995) est un mathématicien et informaticien américain. Il est l'un des fondateurs de l'intelligence artificielle, apportant parmi les premières contributions à la reconnaissance de formes et à la démonstration automatisée de théorèmes,,,. 

## Biographie
À partir de 1966, il travaille au département de mathématiques et d'informatique de l'Université du Texas à Austin, où il occupe la chaire Peter O'Donnell Jr. Centennial en science informatique à partir de 1987.  
Bledsoe rejoint l'Église de Jésus-Christ des saints des derniers jours  adulte. Il est également un temps chef de file des Boy Scouts of America. Il décède le 4 octobre 1995 d'une sclérose latérale amyotrophique. 

## Sélection de publications
- W.W. Bledsoe, « Non-Resolution Theorem Proving », Artificial Intelligence, vol. 9,‎ 1977, p. 1–35 (DOI 10.1016/0004-3702(77)90012-1)
- W.W. Bledsoe et I. Browning, « Pattern Recognition and Reading by Machine », Papers Presented at the December 1–3, 1959, Eastern Joint IRE-AIEE-ACM Computer Conference, iRE-AIEE-ACM '59 (Eastern),‎ 1959, p. 225–232 (DOI 10.1145/1460299.1460326)
- Woody Bledsoe, « I Had a Dream: AAAI Presidential Address, 19 August 1985 », AI Magazine, vol. 7,‎ 1986, p. 57–61 (lire en ligne)